# Sandrine Bailly
Sandrine Bailly (Belley, 25 novembre 1979) è un'ex biatleta francese.

## Biografia
Originaria di Ruffieu, ha iniziato a praticare biathlon a livello agonistico nel 1995 e nel 1997 è entrata a far parte della nazionale francese. In Coppa del Mondo ha esordito il 9 marzo 2000 nell'individuale di Lahti, chiudendo al 49º posto, ha conquistato la prima vittoria, nonché primo podio, il 14 dicembre seguente nell'individuale di Osrblie/Anterselva, e ha vinto la Coppa generale nel 2005, la seconda dopo il dominio di Magdalena Forsberg. Nell'edizione 2007-2008 si è invece classificata seconda alle spalle di Magdalena Neuner, dopo aver lottato fino alla fine per la sua conquista.

## Palmarès

### Olimpiadi
- 2 medaglie:
  - 1 argento (staffetta 4 × 6 km[1] a Vancouver 2010)
  - 1 bronzo (staffetta 4 × 6 km[1] a Torino 2006)

### Mondiali
- 8 medaglie:
  - 1 ori (inseguimento[1] a Chanty-Mansijsk 2003)
  - 2 argenti (staffetta femminile[1], staffetta mista ad Anterselva 2007)
  - 5 bronzi (partenza in linea[1] a Chanty-Mansijsk 2003; partenza in linea a Oberhof 2004; staffetta mista a Pokljuka 2006; staffetta femminile[1] a Östersund 2008; staffetta femminile[1] a Pyeongchang 2009)

### Coppa del Mondo
- Vincitrice della Coppa del Mondo nel 2005
- Vincitrice della Coppa del Mondo di inseguimento nel 2005 e nel 2008
- 60 podi (39 individuali, 21 a squadre), oltre a quelli conquistati in sede olimpica e iridata e validi per la Coppa del Mondo:
  - 23 vittorie (19 individuali, 4 a squadre)
  - 22 secondi posti (15 individuali, 7 a squadre)
  - 15 terzi posti (5 individuali, 10 a squadre)

#### Coppa del Mondo - vittorie
| Data             | Località           | Nazione            | Spec.                                                               |
| ---------------- | ------------------ | ------------------ | ------------------------------------------------------------------- |
| 14 dicembre 2000 | Osrblie/Anterselva | Slovacchia/ Italia | IN                                                                  |
| 25 gennaio 2002  | Anterselva         | Italia             | RL (con Delphyne Burlet, Sylvie Becaert e Corinne Niogret)          |
| 15 febbraio 2003 | Oslo Holmenkollen  | Norvegia           | SP                                                                  |
| 4 dicembre 2003  | Kontiolahti        | Finlandia          | SP                                                                  |
| 14 dicembre 2003 | Hochfilzen         | Austria            | PU                                                                  |
| 20 dicembre 2003 | Osrblie            | Slovacchia         | SP                                                                  |
| 21 dicembre 2003 | Osrblie            | Slovacchia         | PU                                                                  |
| 12 dicembre 2004 | Oslo Holmenkollen  | Norvegia           | PU                                                                  |
| 16 dicembre 2004 | Östersund          | Svezia             | PU                                                                  |
| 23 gennaio 2005  | Anterselva         | Italia             | PU                                                                  |
| 17 febbraio 2005 | Pokljuka           | Slovenia           | SP                                                                  |
| 19 febbraio 2005 | Pokljuka           | Slovenia           | PU                                                                  |
| 20 febbraio 2005 | Pokljuka           | Slovenia           | MS                                                                  |
| 5 gennaio 2006   | Oberhof            | Germania           | RL (con Delphyne Peretto, Florence Baverel-Robert e Sylvie Becaert) |
| 13 gennaio 2006  | Ruhpolding         | Germania           | SP                                                                  |
| 11 marzo 2006    | Pokljuka           | Slovenia           | PU                                                                  |
| 17 dicembre 2006 | Hochfilzen         | Austria            | RL (con Florence Baverel-Robert, Delphyne Peretto e Sylvie Becaert) |
| 3 gennaio 2007   | Oberhof            | Germania           | RL (con Florence Baverel-Robert, Delphyne Peretto e Sylvie Becaert) |
| 12 gennaio 2007  | Ruhpolding         | Germania           | SP                                                                  |
| 7 dicembre 2007  | Hochfilzen         | Austria            | SP                                                                  |
| 8 dicembre 2007  | Hochfilzen         | Austria            | PU                                                                  |
| 15 dicembre 2007 | Pokljuka           | Slovenia           | SP                                                                  |
| 1º marzo 2008    | Pyeongchang        | Corea del Sud      | PU                                                                  |

Legenda:

IN = individuale

SP = sprint

PU = inseguimento

MS = partenza in linea

RL = staffetta